# Bactriana

Antiguas ciudades de Bactriana.

Bactriana o Bactria (en bactriano, Βαχλο; romanizado, Bakhlo) es el antiguo nombre griego de una región histórica del Asia Central, localizada entre el Hindú Kush (Parapamisos o Caucasus Índicus para los autores grecolatinos) al sur, y el río Amu Daria (Oxus) al norte; su capital fue la ciudad de Balh (Bactra o Zaraspa). Hoy ese territorio corresponde a varias naciones, el norte de Afganistán, el sur de Uzbekistán y Tayikistán.
La Bactriana limitaba por el este con la región antigua de Gandhara en el subcontinente indio, al oeste con Drangiana e Hircania y al norte con la Transoxiana, la Sogdiana y la extensísima Escitia (Extra Imaus), al sur confinaba con Aracosia; entre otros territorios, la Bactriana incluía a los de la Guriana, la Bubacena, la Parapamisade y el llamado «país de los marucenos». El idioma clásico de la Bactriana era una lengua indoeuropea de la subfamilia indoirania, el idioma bactriano.
Los bactrianos son posiblemente una de las líneas hereditarias de los modernos tayikos. Algunos historiadores creen que el nombre moderno de «tayik» se originó de Ta-Hia o Daxia, nombre chino antiguo para la región (en chino medieval se pronunciaba /datguea/); por su parte los antiguos indios la denominaban Bahlika.

## Geografía

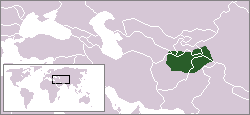
Extensión de la Bactriana en ca. 320 a. C. superpuesta a las fronteras actuales.

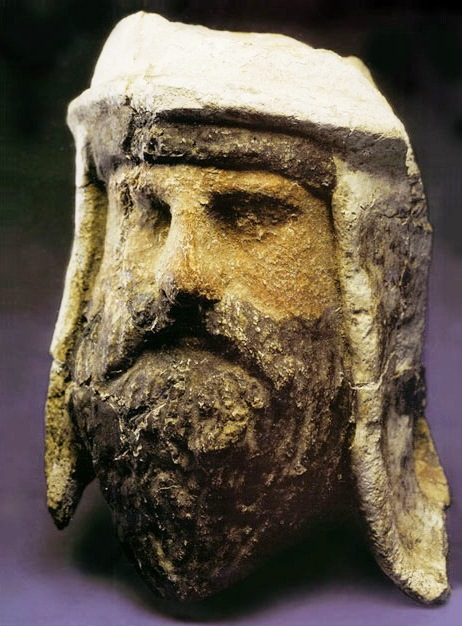
Cabeza de alabastro pintada en arcilla de un mobad (sacerdote zoroástrico de elevado rango) que lleva un tocado distintivo del estilo bactriano, Takhti-Sangin, Tayikistán, Reino grecobactriano, siglos III-II a. C.

Era un país montañoso con un clima continental, aunque en los abundantes oasis que en la Antigüedad poseía el territorio, el agua era abundante y la tierra muy fecunda. La Bactriana se consideraba tradicionalmente como el lugar de origen de una de las tribus iranias. Los autores modernos han usado a menudo el nombre en un sentido más amplio, como la designación del norte de Afganistán.

## Historia

Mapa del Imperio aqueménida con la división en satrapías (ca. 500 a. C.)

En estas regiones de tierras fecundas en los oasis, de un país montañoso rodeado por la depresión del Turán, desde tiempos remotos la Bactriana fue una etapa importantísima y casi obligada para el tráfico comercial y la comunicación entre el Extremo Oriente, el subcontinente indio y la cuenca del Mediterráneo. Fue en la Bactriana donde se considera que el profeta Zoroastro predicó y ganó sus primeros adeptos. El idioma en que el Avesta, libro santo del zoroastrismo está escrito, se llamó «antiguo bactriano» alguna vez, aunque luego pasó al zend.

### Edad de Bronce
El Complejo arqueológico Bactria-Margiana (BMAC, también conocido como "civilización del Oxus") es la denominación arqueológica moderna de una Edad del Bronce cultura arqueológica de Asia Central, datada en c. 2200-1700 a. C., situada en el actual este de Turkmenistán, norte de Afganistán, sur de Uzbekistán y oeste de Tayikistán, centrada en el curso superior del Amu Darya (conocido por los antiguos griegos como río Oxus), zona que abarca la antigua Bactriana. Sus yacimientos fueron descubiertos y bautizados por el arqueólogo soviético Viktor Sarianidi (1976). Bactriana era el nombre griego del persa antiguo Bāxtriš (del nativo *Bāxçiš) (llamado así por su capital Bactra, la actual Balkh), en lo que hoy es el norte de Afganistán, y Margiana era el nombre griego del sátrapa persa de Margu, cuya capital era Merv, en el actual Turkmenistán.
El primitivo historiador griego Ctesias, c. 400 a. C. (seguido por Diodoro Sículo), afirmó que el legendario rey asirio Ninus había derrotado a un rey bactriano llamado Oxyartes en c. 2140 a. C., o unos 1000 años antes de la Guerra de Troya. Sin embargo, desde el desciframiento de la escritura cuneiforme en el siglo XIX, que permitió leer los registros asirios reales, los historiadores han atribuido poco valor al relato griego.
Según algunos autores, Bactria era la patria (Airyanem Vaejah) de los indoiranios que se desplazaron hacia el suroeste hasta Irán y el noroeste del sur de Asia subcontinente en torno al 2500-2000 a. C. Más tarde, se convirtió en la provincia septentrional del Imperio aqueménida en Asia central. Fue en estas regiones, donde el fértil suelo del montañoso país está rodeado por la Depresión del Turán, donde se dice que nació el profeta Zoroastro y ganó sus primeros adeptos. El Avestán, la lengua de las partes más antiguas del Zoroastrismo Avesta', era una de las Lenguas iraníes antiguas, y es el miembro más antiguo atestiguado de las lenguas iranias orientales.

### Ciro y Alejandro
No es conocido si la Bactriana formó parte del Imperio medo, pero fue subyugada por Ciro el Grande en una campaña llevada a cabo probablemente entre 545 y 540 a. C. Desde entonces, la Bactriana fue una de las principales satrapías del Imperio aqueménida. Durante las guerras intestinas del año 522 a. C., el sátrapa Dadarsi, fue un valioso aliado del rey Darío I. Ya en el reinado de Jerjes I, el sátrapa Masistes intentó fallidamente iniciar una rebelión. Cerca del 462 a. C. estalló en Bactriana una revuelta contra el rey Artajerjes I, liderada por su hermano Histaspes (Diodoro Sículo, XI 68) o por un sátrapa llamado Artabano (Ctesias, 35). Después de que Darío III fuera derrotado por Alejandro Magno, su asesino Besos, el sátrapa de Bactriana, intentó organizar una resistencia nacional en sus dominios.
Alejandro conquistó la Bactriana sin mucha dificultad; solo en Sogdiana al norte, más allá del Oxus, encontró una resistencia fuerte. Bactriana se volvió una provincia del Imperio macedonio. En Bactriana Alejandro conoció a una de sus más célebres mujeres, Roxana, y con ella contrajo matrimonio; también ocurrió otro hecho famoso en la vida del conquistador: Alejandro Magno nombró como primer sátrapa griego a su favorito Clito el Negro en el 328 a. C., pero durante un banquete Clito le reprochó ciertas actitudes a Alejandro, quien como respuesta le ultimó de un lanzazo. Tras la muerte de Alejandro la Bactriana cayó —con casi todos los territorios asiáticos— bajo la tutela del diádoco Seleuco I Nicátor.

### El Imperio seléucida

Mapa del Imperio seléucida en su máxima extensión

Tras la muerte de Alejandro, el general macedonio Seleuco I Nicátor y su hijo Antíoco I establecieron el Imperio seléucida, y fundaron muchos pueblos en la región del Irán oriental, el idioma griego se volvió durante algún tiempo en la región el idioma dominante. La paradoja de que la presencia griega era más prominente en Bactriana que la cercana Partia o que otras áreas más adyacentes a Grecia, posiblemente se podría explicar por la política impuesta por los reyes persas, que consistía en deportar a los colonos griegos a las provincias más remotas de su gran imperio. Sin embargo, la región quedaba muy lejos de los centros de civilización helénica y tuvo que sobrevivir por sus propios medios.

### El reino grecobactriano

Mapa del Reino grecobactriano en su máxima extensión, hacia el 180 a. C.

Las muchas dificultades contra las que los reyes seléucidas tenían que luchar y los ataques de Ptolomeo II de Egipto, dio al sátrapa bactriano Diodoto I la oportunidad de hacerse independiente (circa 255 a. C.). El territorio abarcaba Sogdiana, Aria y Aracosia creándose el llamado Reino grecobactriano.
Diodoto y sus sucesores pudieron defenderse contra los continuos ataques del rey seléucida Antíoco III el Grande, hasta que los seléucidas fueron derrotados finalmente por los romanos (190 a. C.) en Oriente Próximo.
El Reino grecobactriano fue tan poderoso que pudo extender su territorio hasta el norte de la India (o, más exactamente, hasta ejercer una hegemonía sobre territorios que, mayormente, corresponden al actual Pakistán y que en la Antigüedad eran el núcleo de la cultura del valle del Indo.

### El Reino indogriego
El rey bactriano Eutidemo I y su hijo Demetrio cruzaron el Hindu Kush y empezaron la conquista del norte de Afganistán y el valle del Indo. Durante un tiempo ellos manejaron un gran imperio griego, levantado muy lejos de Grecia, en el Este.

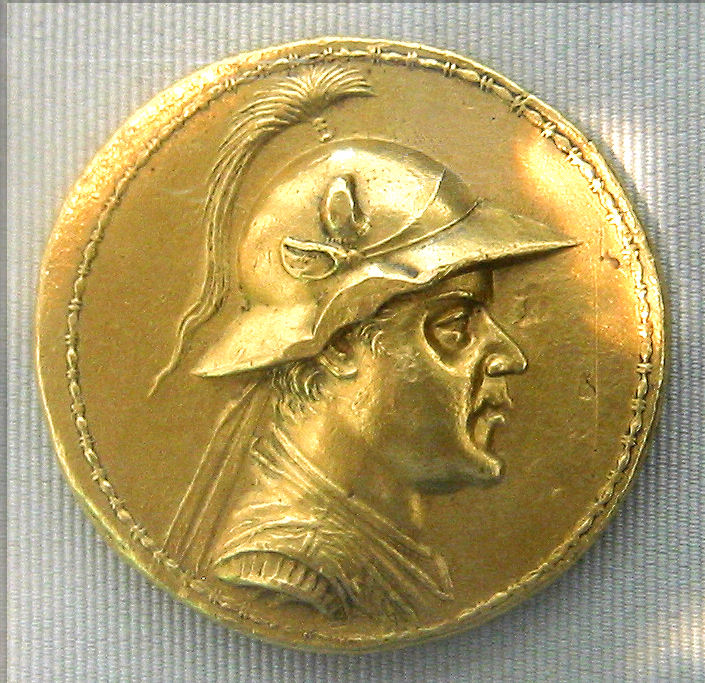
Estatero de oro del rey Eucrátides I, la mayor pieza de oro de la Antigüedad.

Pero este imperio se fragmentó por las disensiones interiores y las usurpaciones constantes. Cuando Demetrio avanzó hacia la India, uno de sus generales, Eucrátides I, se sublevó y le arrebató Bactriana y Sogdiana (hacia 175 a. C.).
Las posesiones griegas fueron divididas entre los familiares de Eucrátides, que recibieron Bactriana, Sogdiana y el Punyab occidental, y los de Demetrio, que hubieron de conformarse con el Punyab oriental.
Todo lo que se conoce sobre ellos es por sus monedas, muchas de los cuales se han encontrado en Afganistán y la India. Por estas guerras internas la posición dominante de los griegos en la región se vio disminuida.
Hacia el año 150 a. C., un soberano notable, Menandro I entró en conflicto con el Imperio Sunga; invadió el valle del Ganges, hasta Benarés, conquistó Pataliputra (tal vez llegó hasta Patna) y favoreció la religión budista; este es el único personaje griego (en sánscrito «javana» —jonio—, nombre dado a todos los helénicos por los antiguos hindúes) que aparece mencionado fehacientemente en la literatura de la antigua India, en la misma su nombre es transformado a Milinda. De este modo, por su propio peso económico, cultural y demográfico, el área de la cuenca del Indo y del alto Ganges se escindió del Reino grecobactriano, constituyéndose entonces un nuevo reino helenístico al sur y este del Hindu Kush: el bastante efímero Reino indogriego, con capital en Taksila.
Entre 80 y 30 a. C., los últimos príncipes griegos del Punyab fueron destronados por los invasores procedentes del Asia Central (en especial por el conjunto de tocarios llamado kushanas), mas la cultura griega subsistió a la nueva dominación a través de centenares de años.

### Contactos con China
La Bactriana (conocida como Ta-Hia en chino) fue visitada por el explorador chino Zhang Qian en 126 a. C. Los informes de Zhang Qian escritos en las Memorias históricas por Sima Qian en el siglo I a. C., describen una civilización urbana muy importante de aproximadamente un millón de personas, quienes vivían en ciudades amuralladas bajo el gobierno de pequeños reyes o magistrados. El explorador también encontró en Bactriana dos productos de Sichuan—brocado de Shu y bastón de bambú de Qiong, que sugieren la existencia de comercios privados entre Bactriana y Sichuan antes del viaje de Zhang Qian a Asia Central.
Estos contactos llevaron inmediatamente a la expedición de embajadas múltiples del Imperio chino, comenzando el desarrollo de la Ruta de la seda, que de Antioquía llegó al Pamir, y a través del océano Índico a los puertos de Barygaza y Musiris así como el remoto de Cattigara.

### Tocaristán
Posteriormente la zona donde se desarrolló el Reino grecobactriano, tal como se ha señalado, fue ocupado por el Imperio kushán (llamado también tocario). Por esta razón, la región será conocida posteriormente por su nombre persa y árabe de Tocaristán. A diferencia de pueblos de la misma etnia que se establecieron en el noreste de Xinjiang y fortalecieron allí su individualidad etnolingüística, los kushanas se iranizaron rápidamente sin dejar rastro de su identidad original.
Este territorio fue conquistado por los sasánidas. Después de un breve periodo bajo hegemonía uigur, fue conquistado por los árabes en el siglo VII d. C.
Bactra, su capital (actual Balh) floreció bajo el dominio árabe hasta que fue destruida por los mongoles en 1221. Luego se recuperó parcialmente, pero debió dejar su lugar de primacía a Mazari Sharif, ciudad santuario ubicada a poca distancia al sudeste. Este santuario compite, en el islamismo popular, con la ciudad iraquí de Nayaf por el honor de ser el último lugar de descanso de Ali (600-661), yerno del profeta Mahoma y primer imán de la fe chií. En siglos más recientes, el original Tojaristán iranio se vio infiltrado por migraciones de pueblos túrquicos, particularmente turkmenos y uzbekos, a tal punto que la región es conocida también en tiempos modernos como Turquestán afgano.

## Pueblo bactriano

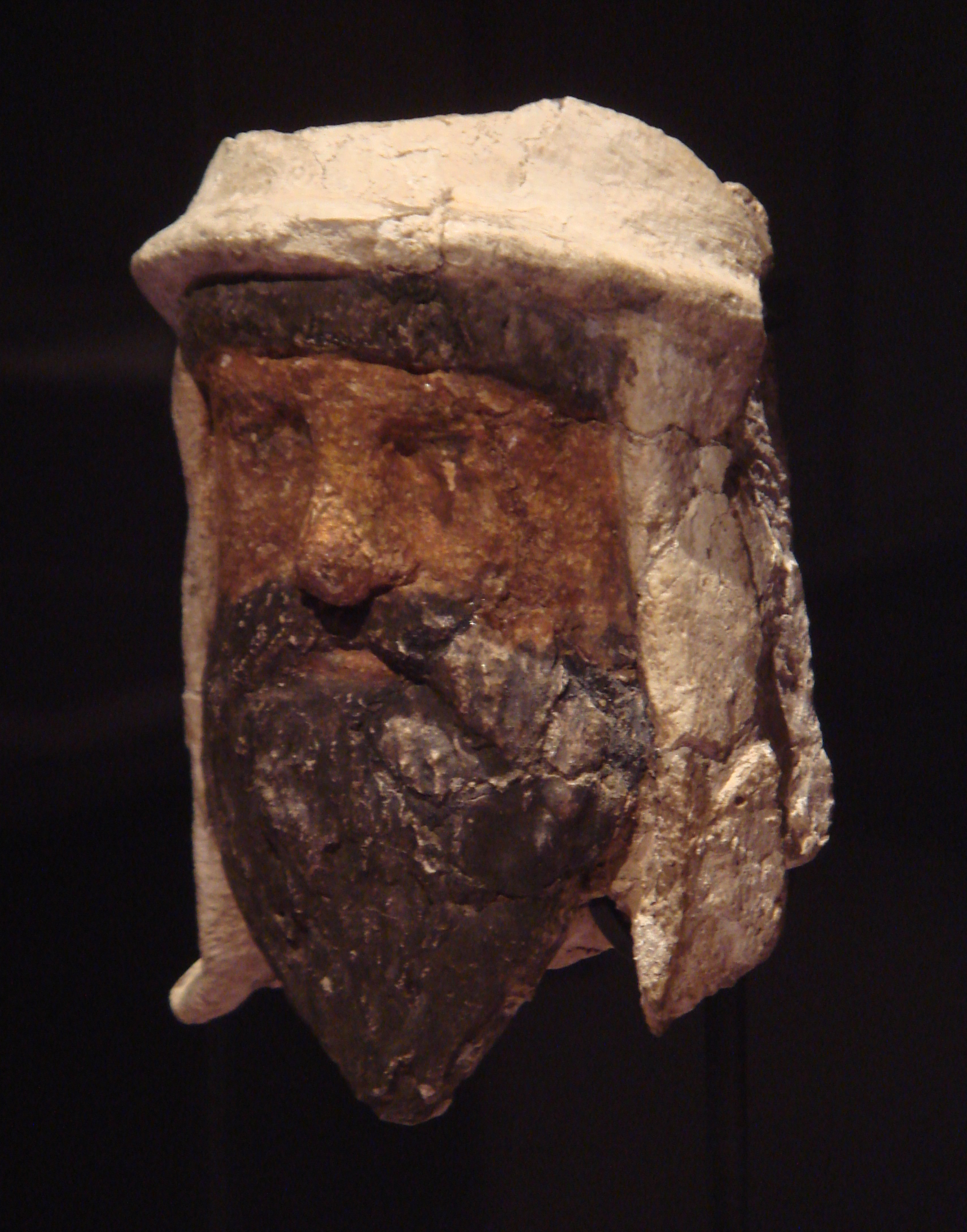
Cabeza de arcilla pintada y alabastro de un sacerdote zoroastriano con un distintivo tocado de estilo bactriano, Takhti-Sangin, Tayikistán, reino grecobactriano, siglos III-II a.C.

Varias rutas comerciales importantes desde India y China (incluida la Ruta de la Seda) pasaban por Bactriana y, ya en la Edad de Bronce, esto había permitido la acumulación de grandes cantidades de riqueza por parte de la población, en su mayoría nómada. La primera civilización protourbana de la zona surgió durante el II milenio a. C..
Sin embargo, el control de estas lucrativas rutas comerciales atrajo el interés extranjero y, en el siglo VI a. C., los bactrianos fueron conquistados por el Persa y, en el siglo IV a. C., por Alejandro Magno. Estas conquistas marcaron el fin de la independencia bactriana. Desde aproximadamente el año 304 a. C., la zona formó parte del Imperio seléucida, y desde alrededor del año 250 a. C. fue el centro de un reino grecobactriano, gobernado por los descendientes de griegos que se habían asentado allí tras la conquista de Alejandro Magno.
Los grecobactrianos, también conocidos en sánscrito como yavanas, trabajaban en cooperación con la aristocracia nativa bactriana. A principios del siglo II a. C., los grecobactrianos habían creado un impresionante imperio que se extendía hacia el sur hasta incluir el noroeste de la India. Sin embargo, hacia el 135 a. C., este reino había sido invadido por las tribus invasoras Yuezhi, invasión que más tarde propició el surgimiento del poderoso Imperio Kushan.
Los bactrianos aparecen en la Geografía de Estrabón:
"En los primeros tiempos, los sogdianos y los bactrianos no diferían mucho de los nómadas en sus modos de vida y costumbres, aunque los bactrianos eran un poco más civilizados; sin embargo, de éstos, como de los otros, Onesícrito no informa de sus mejores rasgos, diciendo, por ejemplo, que los que han quedado desvalidos por vejez o enfermedad son arrojados vivos como presa a perros criados expresamente para este fin, que en su lengua nativa se llaman "enterradores", y que aunque la tierra fuera de los muros de la metrópoli de los bactrianos parece limpia, sin embargo la mayor parte de la tierra dentro de los muros está llena de huesos humanos; pero que Alejandro acabó con la costumbre. "
Los bactrianos hablaban bactriano, una lengua iraní nororiental. El bactriano se extinguió y fue sustituido por el nororiental Lenguas iraníes como Pashto, Yidgha, Munji, y Ishkashmi. La Encyclopaedia Iranica' dice:

El bactriano ocupa una posición intermedia entre el pashto y el yidgha-munji por un lado, sogdiano, coreano y parto por otro: se encuentra así en su lugar natural y legítimo en Bactriana. <

 Las principales religiones de la zona antes de la invasión islámica eran el zoroastrismo y el budismo.
Según Cambridge History of Iran, los pastunes descienden de los bactrianos. Afirma que las tribus de Bactriana fueron los antepasados de los pastunes.
En otra publicación de la Universidad de Harvard se ha afirmado que los bactrianos fueron los antepasados de los pastunes.
Los tayikos contemporáneos descienden de los antiguos habitantes iraníes orientales de Asia Central, en concreto, de los sogdianosns y los bactrianos, y posiblemente de otros grupos, con una mezcla de persas iraníes occidentales y pueblos no iraníes. La Encyclopædia Britannica' afirma: "Los tayikos son los descendientes directos de los pueblos iraníes cuya presencia continua en Asia Central y el norte de Afganistán está atestiguada desde mediados del primer milenio a.C.. Los antepasados de los tayikos constituían el núcleo de la antigua población de Khwārezm (Khorezm) y Bactria, que formaba parte de Transoxania (Sogdiana). Formaron parte de los imperios de Persia y Alejandro Magno, y se mezclaron con invasores posteriores como los kushāns y los heptalitas en los siglos I al VI d.C. Con el paso del tiempo, el dialecto iraní oriental que utilizaban los antiguos tayikos acabó dando paso al persa, un dialecto occidental hablado en Irán y Afganistán."

## Arte
Se destaca el curioso arte grecobactriano, que representa una variante del arte de la Antigua Grecia influido por rasgos del arte indio y del arte medo-persa, llegando a fundirse con el arte greco-budista de Gandhara, tal cual se reflejaba en los colosales Budas de Bāmiyān destruidos en 2001.